# Nederlandse Bachvereniging
Die Nederlandse Bachvereniging („Niederländische Bachgesellschaft“; englisch Netherlands Bach Society) ist das weltweit älteste Barockorchester, das sich auf die Historische Aufführungspraxis von Barockmusik spezialisiert hat. Sie verdankt ihr Bestehen und ihre Bekanntheit den Aufführungen von Johann Sebastian Bachs Matthäus-Passion, die seit 1922 jährlich in der Grote Kerk in Naarden und mittlerweile auch in acht weiteren Orten in den Niederlanden stattfinden (Stand 2019). Diese Konzerte ziehen jährlich über 12.000 Besucher an. Die künstlerische Leitung liegt ab Mai 2025 bei Johanna Soller.
Die Vereinigung nimmt unter dem Titel All of Bach das Gesamtwerk von Johann Sebastian Bach auf und veröffentlicht laufend neue Videos dieser Gesamtaufführung.

## Name
Früher lautete der Name der Gesellschaft De Nederlandse Bachvereniging („Die Niederländische Bachgesellschaft“) bzw. englisch The Netherlands Bach Society. Im Lauf des Jahres 2013 stellte die Gesellschaft die Angaben auf ihrer Website auf die heutige Namensform Nederlandse Bachvereniging um und führte auch ein dazu passendes neues Logo ein.
Der Name Nederlandse Bachvereniging ist eigentlich die übliche Kurzbezeichnung für eine Stiftung mit dem vollständigen Namen Stichting de Nederlandse Bachvereniging (wörtlich: „Stiftung die Niederländische Bachvereinigung“). Die Stiftung ist seit 2008 als gemeinnützig anerkannt und hat seit 2012 den offiziellen Status Culturelle Instelling („Kulturelle Einrichtung“).
Die Stiftung beschäftigt ein festes Ensemble von Instrumentalmusikern und Sängern. Der Name Nederlandse Bachvereniging wird zumeist mit Bezug zu diesen Musikern verwendet. Je nachdem, ob der Chor und/oder das Barockorchester gemeint ist, finden sich zum Beispiel auf CDs oder in Konzertprogrammen häufig genauere Bezeichnungen für das Ensemble der Musiker, etwa Koor van de Nederlandse Bachvereniging („Chor der Niederländischen Bachgesellschaft“), Collegium musicum van de Nederlandse Bachvereniging oder auch Koor & Barokorkest van de Nederlandse Bachvereniging.

## Geschichte

### Anfangsjahre
Offiziell wurde die Bachvereniging am 13. September 1921 ins Leben gerufen. Sie gilt damit als eines der ältesten Ensembles für die historische Aufführungspraxis. Johan Schoonderbeek war einer der Gründer und zugleich der erste Direktor und Dirigent. Er arbeitete für die Koninklijke Oratorium Vereniging Excelsior in Den Haag, wo er bereits die Matthäus-Passion dirigierte. Am Karfreitag, den 14. April 1922 fand die erste Aufführung der Matthäus-Passion in der Grote Kerk von Naarden unter Schoonderbeek statt. Das Werk wurde, entsprechend der damaligen Praxis, in gekürzter Fassung zu Gehör gebracht. Seitdem wurden die Aufführungen an Karfreitag eine jährlich wiederkehrende Tradition.
Nach Schoonderbeeks Tod im Jahr 1927 wurde Evert Cornelis zum Leiter ernannt, der auch Dirigent des Utrechts Symfonie Orkest war. Er entschied sich für die ungekürzte Fassung der Matthäus-Passion. Er verstarb im Jahr 1931.

### Anthon van der Horst
Im selben Jahr wurde Anthon van der Horst sein Nachfolger. Dieser Dirigent, der zugleich viele Jahre fester Organist der Grote Kerk in Naarden war, hatte großen Einfluss auf das musikalische Leben in den Niederlanden und darüber hinaus. Die jährlichen Aufführungen der Matthäus-Passion und der h-Moll-Messe von Bach in Naarden, die er 1931 bis kurz vor seinem Tod im Jahr 1965 mit der Bachvereniging gab, zogen auch viel ausländisches Publikum an. Van der Horst war bemüht, sich immer intensiver mit dem Wesen der Musik vertraut zu machen und dirigierte Bachs Meisterwerke beispielsweise aus einem Faksimile des Autographen, um sich unmittelbar mit dem Komponisten verbunden zu wissen. Durch diese Herangehensweise stand van der Horst mit seiner Naardener Passiontradition am Karfreitag im Gegensatz zu den romantisch interpretierten und noch immer stark gekürzten Passionsinterpretationen von Willem Mengelberg am Palmsonntag im Amsterdamer Concertgebouw. Mengelberg setzte Chöre mit 450 Sängern ein. Anfänglich waren die Unterschiede zwischen Mengelberg und Naarden nicht groß, weil dieselben Musiker (Concertgebouw-Orchester) und Solisten eingesetzt wurden.

### Charles de Wolff
In Naarden wurde Charles de Wolff im Jahr 1965 Nachfolger von Van der Horst. In dieser Periode wurde die Matthäus-Passion im Concertgebouw durch Eugen Jochum fortgeführt, begann inzwischen aber in den Niederlanden die historische Aufführungspraxis an Boden zu gewinnen. Nachdem man in Amsterdam in den 1970er Jahren einen ganz neuen Ansatz mit Nikolaus Harnoncourt bevorzugte, wurden auch bei der Bachvereniging Stimmen laut, in Naarden mit wesentlich kleineren Besetzungen zu arbeiten und ein zeitgenössisches Instrumentarium einzusetzen. Dies führte im Jahr 1983 dazu, dass De Wolff die Bachvereniging verließ und mit dem Bachkoor Holland zusammenarbeitete.

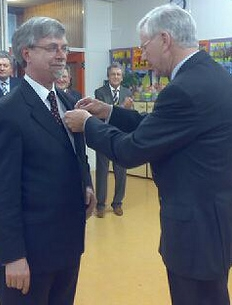
Jos van Veldhoven im Jahr 2008

### Jos van Veldhoven
Die künstlerische Leitung wurde dann 1983 in die Hände von Jos van Veldhoven übertragen, der als Chefdirigent etwa die Hälfte der jährlichen Projekte dirigierte. Für die übrigen Projekte wurden Gastdirigenten eingeladen, wie beispielsweise Gustav Leonhardt, Paul McCreesh, Johannes Leertouwer, Philippe Herreweghe, René Jacobs, Frans Brüggen, Iván Fischer und Masaaki Suzuki. Jos van Veldhoven blieb 35 Jahre lang der Leiter der Bachvereniging. Als er am Karfreitag 2018 in der Grote Kerk in Naarden noch einmal die Matthäus-Passion leitete, war das niederländische Fernsehen dabei und sendete die Aufzeichnung am selben Tag.

### Shunske Sato
Im Jahr 2014 wurde der Barockviolinist Shunske Sato zum Konzertmeister ernannt. Als Nachfolger von Jos van Veldhoven übernahm er im Juni 2018 die künstlerische Leitung. Die Aufführungen der Matthäus-Passion im Jahr 2019 dirigierte Philippe Herreweghe.

### Johanna Soller
Im April 2025 wurde Johanna Soller zur neuen künstlerischen Leiterin ernannt.

## Ensemble
Seit 1983 arbeitet die Bachvereniging mit einer Kerngruppe von Instrumentalisten und Sängern, die alle auf das Repertoire des 17. und 18. Jahrhunderts und auf die historische Aufführungspraxis dieser Epoche spezialisiert sind. Die Mitglieder des Orchesters spielen auf Originalinstrumenten oder authentischen Nachbauten. Mit dem Barockorchester und dem Chor werden in unterschiedlichen Besetzungen Aufführungen geistlicher und weltlicher Chor- und Orchestermusik realisiert. Die Besetzung ist flexibel und wird jeweils an das Repertoire angepasst.
Die Bachvereniging lädt zur Aufführung der großen Vokalwerke regelmäßig international bekannte Gesangssolisten ein. Beispielsweise wirkten bei der Aufnahme von Bachs h-Moll-Messe im Dezember 2016 als Solisten mit: Hana Blažíková aus Tschechien und Anna Reinhold aus Frankreich (Sopran), David Erler aus Deutschland (Alt) sowie die beiden Engländer Thomas Hobbs (Tenor) und Peter Harvey (Bass).

## Aktivitäten

### Konzerte und Tourneen

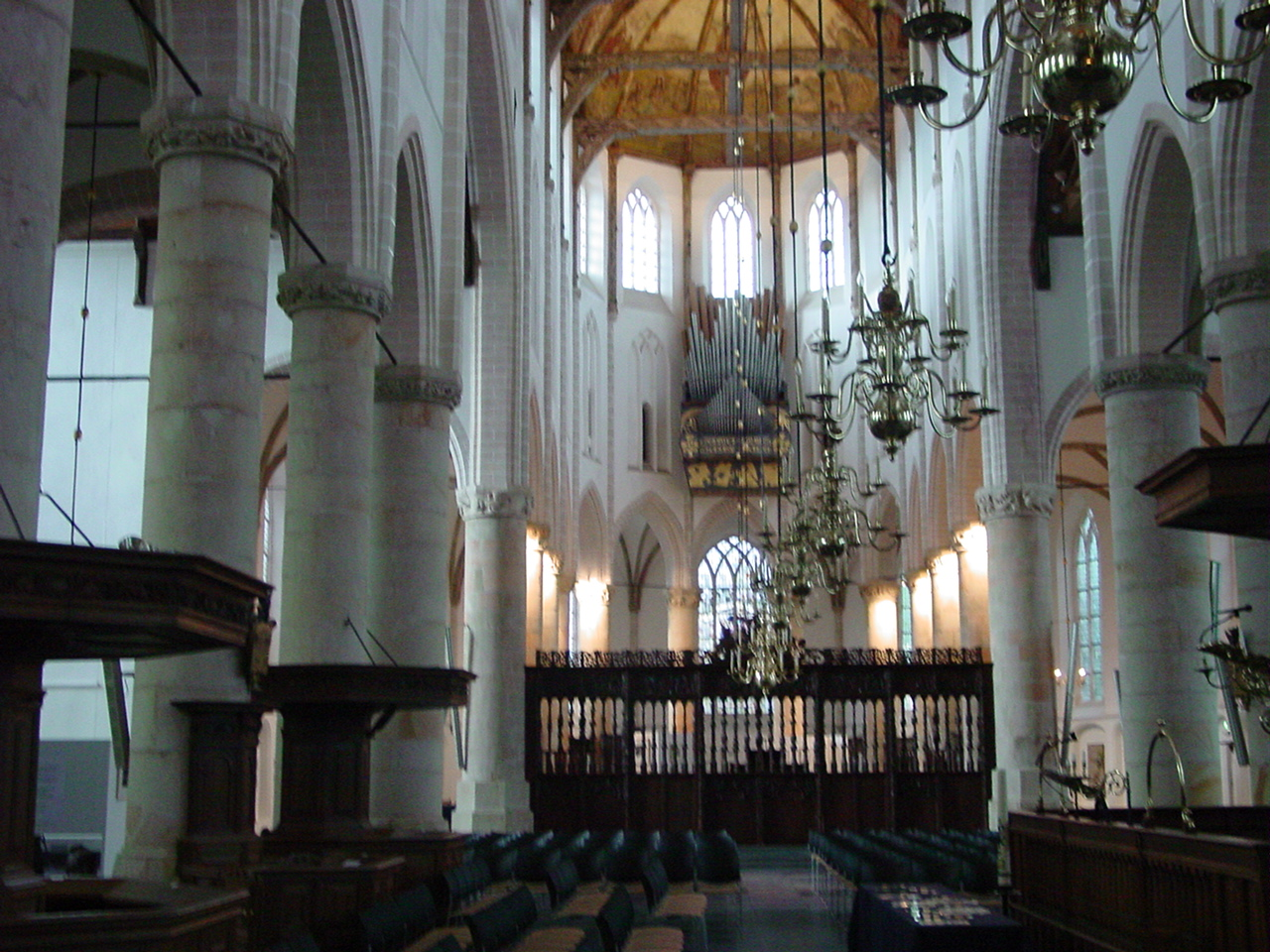
Die Grote Kerk in Naarden, traditioneller Aufführungsort der Matthäus-Passion

Die Nederlandse Bachvereniging tritt in Konzertsälen und historischen Kirchen in ganz Niederlande und im Ausland auf. Etwa 50 Konzerte im Jahr finden in den Niederlanden statt. Daneben werden Tourneen im Ausland durchgeführt: in Deutschland, Frankreich, Italien, Spanien, Portugal, Polen, Norwegen, Japan und den Vereinigten Staaten.
Die Bachvereniging führt vorzugsweise Werke von Johann Sebastian Bach, seinen Zeitgenossen und Vorläufern auf. Das Programm variiert von großen Barockwerken bis zu weniger bekannten Werken aus dem 17. Jahrhundert. Die Bachvereniging hat unter anderem folgende Werke in ihrem Programm:
- Bachs Passionen, Kantaten, Messen, Motetten und Orchestermusik
- Werke der Bachfamilie
- Werke anderer deutschsprachiger Barockkomponisten wie Händel, Schütz, Schein, Scheidt, Buxtehude, Kuhnau, Weckmann, Telemann und Ritter sowie der „Klassiker“ Haydn und Mozart
- aus anderen Ländern: Charpentier, Carissimi, Monteverdi, Mazzocchi, Grandi, Pfleger, Della Ciaia, Sweelinck, De Koninck, Padbrue, Sancto Josepho und Huygens.

Traditioneller Höhepunkt der Saison ist die Aufführung der Matthäus-Passion am Karfreitag in der Grote Kerk in Naarden. Diese Aufführung ist mittlerweile Teil einer jährlichen „Matthäus-Tournee“ in den Niederlanden. Im Jahr 2019 wurde die Matthäus-Passion im Zeitraum vom 4. bis 20. April insgesamt 14-mal aufgeführt: zuerst in Utrecht, dann in Groningen, Eindhoven, Tilburg, nochmals Utrecht, Rotterdam, Breda, Aardenburg, Naarden und Amsterdam, abschließend noch viermal in Naarden.

### Einspielungen
Die Nederlandse Bachvereniging und Jos van Veldhoven haben CD-Aufnahmen u. a. von Bachs Matthäus-Passion und der Großen Orgelmesse mit dem Organisten Leo van Doeselaar eingespielt. In Zusammenarbeit mit dem Museum Catharijneconvent erschienen illustrierte Ausgaben von Bachs Weihnachtsoratorium, der Johannes-Passion und der h-Moll-Messe.

### „All of Bach“
Im Jahr 2021 wurde die Nederlandse Bachvereniging 100 Jahre alt. Im Vorfeld dieses Jubiläums nimmt sie seit September 2013 mit ihren eigenen Musikern und Gastmusikern sämtliche Werke von Johann Sebastian Bach in Bild und Ton auf. Das Motto dieses monumentalen Projekts lautet All of Bach.
Bei den Aufnahmen werden hochwertige HD-Videos angefertigt, die laufend auf der Website des Projekts veröffentlicht werden und der Allgemeinheit zur kostenfreien Nutzung bereitstehen. Die ersten Videos erschienen im Mai 2014 auf der Website. Dann wurde jede Woche ein neues Werk als Videoaufnahme online gestellt; im September 2018 wurde auf eine zweiwöchentliche Frequenz umgestellt. Ende des Jahres 2024 gab es bereits Aufnahmen von etwa 450 Werken auf der Website, die mit Untertiteln auch auf YouTube erscheinen. Ein Menü und ein zusätzliches Suchfeld ermöglichen die gezielte Suche nach bestimmten Werken, zum Beispiel anhand der Merkmale Instrument bzw. Singstimme, Werkgruppe, BWV-Nummer oder Name eines mitwirkenden Musikers. Jedem Video sind detaillierte Informationen zu dem betreffenden Werk, den Musikern und der Aufnahme beigefügt.

### Ausbildungsprojekt
Die Bachvereniging will an Schulen das Interesse für Bachs Matthäus-Passion wecken. Einige hundert Schüler und Lehrer nehmen zu diesem Zweck am Projekt „Auge in Auge mit der Matthäus-Passion“ teil. Mittels Gastunterricht, Probenbesuchen, einer interaktiven CD-ROM und der eigenen Website bereiten sich die Schüler auf das Ziel des Projekts vor: den Konzertbesuch der Matthäus-Passion. Dieses Projekt begann 2003 im kleinen Rahmen, und hat innerhalb einiger Jahre landesweites Niveau mit verschiedenen Orchestern und Chören erreicht. Das Projekt findet jeweils am Ende der Passionszeit mit Konzerten in ganz Niederlande seinen Abschluss.